# Ole von Beust
Carl-Friedrich Arp Ole Freiherr von Beust (ur. 13 kwietnia 1955 w Hamburgu) – niemiecki polityk, prawnik i samorządowiec, w latach 2001–2010 burmistrz Hamburga.

## Życiorys
W 1971 wstąpił do Unii Chrześcijańsko-Demokratycznej. W 1973 zdał egzamin maturalny, po czym przez dwa lata pracował w strukturze CDU jako asystent radnych tej partii w Hamburgu. W latach 1975–1980 studiował prawo na Uniwersytecie Hamburskim. W 1980 i 1983 zdał państwowe egzaminy prawnicze I oraz II stopnia, po czym podjął praktykę w zawodzie adwokata.
Kontynuował w międzyczasie działalność partyjną. W 1977 został przewodniczącym krajowych struktur chadeckiej młodzieżówki Junge Union. W 1978 zasiadł po raz pierwszy w parlamencie Hamburga, mandat deputowanego sprawował od tego czasu do 2010. W 1993 został przewodniczącym frakcji poselskiej CDU. Po wyborach w 2001 chadecy, którzy zajęli drugie miejsce za socjaldemokratami, zawarli koalicję z prawicową Schill-Partei i liberalną FDP. Ole von Beust objął wówczas urząd burmistrza Hamburga. Utrzymywał to stanowisko po wyborach w 2004 (gdy CDU uzyskała większość w parlamencie) i w 2008 (w ramach koalicji z Zielonymi). W latach 2007–2008 pełnił funkcję przewodniczącego Bundesratu. Zrezygnował z urzędu burmistrza przed końcem trzeciej kadencji w 2010. Powrócił do aktywności zawodowej jako prawnik, zajął się również działalnością konsultingową.

## Życie prywatne
Jest gejem. O jego homoseksualnej orientacji jako pierwszy poinformował publicznie jego ojciec w wywiadzie dla „Welt am Sonntag”. W 2013 Ole von Beust zawarł rejestrowany związek partnerski z Lukasem Försterem, z którym wcześniej przez kilka lat żył w nieformalnym związku.